# الهيئة الوطنية للوقاية من التعذيب (تونس)
الهيئة الوطنية للوقاية من التعذيب (بالفرنسية: Instance Nationale pour la Prévention de la Torture)‏ هي هيئة عمومية تونسية مستقلة أحدث قانونها في 21 أكتوبر 2013، ولكن لم يتم انتخاب أعضائها ال16 من قبل مجلس نواب الشعب إلا في 30 مارس 2016. 

لديها صلاحيات رقابية على أماكن الاحتجاز والإيواء، للتأكد من خلوها من ممارسة التعذيب بكل أشكاله وحماية الموجودين بها، كما تتولى مراقبة مدى تلاؤم ظروف الاحتجاز وتنفيذ العقوبات مع معايير حقوق الإنسان. هي كذلك هيئة استشارية.

## سياق التكوين والتاريخ
صادق المجلس الوطني التأسيسي التونسي على قانون هذه الهيئة تحت اسم قانون أساسي عدد 43 لسنة 2013 مؤرخ في 21 أكتوبر 2013 يتعلق بالهيئة الوطنية للوقاية من التعذيب، ووقع عليه الرئيس المنصف المرزوقي. 

قام مجلس نواب الشعب في 30 مارس 2016 بانتخاب أعضاء الهيئة ال16 من بين 48 ملف ترشح. 

تم تكوين الهيئة في إطار تجسيد البروتوكول الاختياري لاتفاقية مناهضة التعذيب وغيره من ضروب المعاملة أو العقوبة القاسية أو اللاإنسانية أو المهينة التي صادقت عليها تونس في 2011، والتابع لاتفاقية مناهضة التعذيب التي صادقت عليها في 1988.

في 5 مايو 2016، أدى أعضاء الهيئة اليمين الدستورية أمام رئيس الحكومة الحبيب الصيد بقصر الحكومة بالقصبة. ثم في 18 مايو الموالي، انعقدت أولى جلسات الهيئة وترأسها أكبر الأعضاء سنا وهو سليم العنابي، وانتهت بانتخاب حميدة الدريدي رئيسةً للهيئة ونبيهة الكافي نائبةً لها وضياء الدين مورو كاتبا عاما للهيئة. 

في يونيو 2017، استقالته حميدة الدريدي من رئاسة الهيئة لتعود لعضويتها العادية، فتم انتخاب فتحي الجراي رئيسا جديدا في 14 يوليو 2017.

## المهام
تتولى الهيئة القيام بما يلي:
- القيام بزيارات دورية منتظمة وأخرى فجئية دون سابق إعلام وفي أي وقت تختاره لأماكن الاحتجاز التي يوجد فيها أشخاص محرومون أو يمكن أن يكونوا محرومين من حريتهم.
- التأكد من توفر الحماية الخصوصية للأشخاص ذوي الإعاقة الموجودين بمراكز الإيواء.
- التأكّد من خلو أماكن الاحتجاز من ممارسة التعذيب وغيره من المعاملات أو العقوبات القاسية أو اللاإنسانية أو المهينة، ومراقبة مدى تلاؤم ظروف الاحتجاز وتنفيذ العقوبة مع المعايير الدولية لحقوق الإنسان والقوانين الوطنية.
- تلقي البلاغات والإشعارات حول الحالات المحتملة للتعذيب أو المعاملات أو العقوبات القاسية أو اللاإنسانية أو المهينة في أماكن الاحتجاز والتقصي بشأنها وإحالتها بحسب الحالة إلى السلط الإدارية أو القضائية المختصة.
- إبداء الرأي في مشاريع النصوص القانونية والترتيبية ذات العلاقة بالوقاية من التعذيب والممارسات المهينة والمحالة إليها من قبل السلطات المختصة.
- تقديم توصيات للوقاية من التعذيب والمساهمة في متابعة تنفيذها.
- اعتماد مبادئ توجيهية عامة بالتنسيق مع الجهات المعنية للوقاية من التعذيب وغيره من ضروب المعاملة أو العقوبة القاسية أو اللاإنسانية أو المهينة في أماكن الاحتجاز والآليات الملائمة لكشفه.
- إحداث قاعدة بيانات تجمع فيها المعطيات والإحصائيات لهدف استغلالها في إنجاز المهام الموكولة إليها.
- المساهمة في نشر الوعي الاجتماعي بمخاطر التعذيب والمعاملات أو العقوبات القاسية أو اللاإنسانية أو المهينة عن طريق الحملات التحسيسية وإقامة الندوات واللقاءات وإصدار النشريات والأدلة وتنظيم الدورات التدريبية والإشراف على برامج التكوين في مجال اختصاصها.
- إنجاز ونشر البحوث والدراسات والتقارير ذات العلاقة بالوقاية من التعذيب والممارسات المهينة ومساعدة غيرها من الهيئات على إنجازها.
- رفع تقريرها السنوي إلى رئيس الجمهورية ورئيس الحكومة ورئيس مجلس نواب الشعب ونشره بموقعها الإلكتروني وبالرائد الرسمي للجمهورية التونسية.

## الأعضاء
تتكون الهيئة من 16 عضوا، يتم انتخابهم بعد ترشحهم من قبل مجلس نواب الشعب، وذلك لمدة 6 سنوات غير قابلة للتجديد، مع تجديد تركيبة الهيئة بالنصف كل ثلاث سنوات.
ينقسم الأعضاء الستة عشر وجوبا إلى 6 أصناف وهم:
- ستة أعضاء يمثلون منظمات وجمعيات المجتمع المدني المعنية بالدفاع عن حقوق الإنسان.
- أستاذان جامعيان مختصان في المجال الاجتماعي.
- عضو مختص في حماية الطفولة.
- عضوان يمثلان قطاع المحاماة.
- ثلاثة أعضاء يمثلون الأطباء من بينهم وجوبا طبيب نفسي.
- قاضيان متقاعدان.

من جهة أخرى فإن شروط الترشح للهيئة هي:
- أن يكون تونسي الجنسية.
- أن يكون بالغا من العمر 25 عاما على الأقل.
- أن يكون نزيها ومستقلا ومحايدا.
- أن لا يكون قد صدر في حقه حكم بات بالتفليس أو تم عزله أو إعفاؤه من مهامه لسبب مخل بالشرف.
- أن لا يكون عضوا بالمجلس المكلف بالسلطة التشريعية (مجلس نواب الشعب) في الفترة النيابية التي قدم فيها الترشح.
- عدم تحمل أي مسؤولية صلب حزب التجمع الدستوري الديمقراطي المنحل أو مناشدة رئيس الجمهورية المخلوع زين العابدين بن علي للترشح لمدة رئاسية جديدة وعدم تحمل مسؤولية في الحكومة أو تقلد منصب والي أو كاتب عام ولاية أو معتمد طيلة حكم الرئيس المخلوع.

يذكر أن رئيس الهيئة وأعضاؤها يتمتعون بالحصانة أثناء فترة عضويتهم، ويمكن رفعها بعد موافقة أغلبية أعضائها.

### رؤساء الهيئة
- 18 مايو 2016 - يونيو 2017: حميدة الدريدي
- 14 يوليو 2017 - الآن: فتحي الجراي

### التركيبة الحالية
- رئيس الهيئة: فتحي الجراي
- نائبة الرئيس: نبيهة الكافي
- الكاتب العام: ضياء الدين مورو

| الصنف                                                | العضو            | المهنة                          |
| ---------------------------------------------------- | ---------------- | ------------------------------- |
| ممثلي منظمات المجتمع المدني المدافعة عن حقوق الإنسان | مسعود الرمضاني   | أستاذ، ناشط                     |
| ممثلي منظمات المجتمع المدني المدافعة عن حقوق الإنسان | لطفي عز الدين    | محامي، ناشط                     |
| ممثلي منظمات المجتمع المدني المدافعة عن حقوق الإنسان | مروى الردادي     | محامية، ناشطة                   |
| ممثلي منظمات المجتمع المدني المدافعة عن حقوق الإنسان | عفاف شعبان       | مدعي عام مساعد، ناشطة           |
| ممثلي منظمات المجتمع المدني المدافعة عن حقوق الإنسان | ضياء الدين مورو  | محامي، ناشط                     |
| ممثلي منظمات المجتمع المدني المدافعة عن حقوق الإنسان | حميدة الدريدي    | طبيبة متقاعدة، ناشطة            |
| الأساتذة الجامعيين ذوي الاختصاص في المجال الإجتماعي  | راضية الحلواني   | أستاذة جامعية وباحثة، ناشطة     |
| الأساتذة الجامعيين ذوي الاختصاص في المجال الإجتماعي  | فتحي الجراي      | أستاذ جامعي، عالم اجتماع، ناشط  |
| مختصين في مجال حماية الطفولة                         | سيدة مبارك       | مندوبة حماية الطفولة            |
| القضاة المتقاعدين                                    | نبيهة الكافي     | محامية لدى محكمة التعقيب، ناشطة |
| المحامين                                             | طاهر الكداشي     | محامي، ناشط                     |
| المحامين                                             | نورة الكوكي      | محامية، ناشطة                   |
| الأطباء                                              | محمد ياسين بينوش | طبيب                            |
| الأطباء                                              | سليم العنابي     | طبيب نفسي، باحث                 |
| الأطباء                                              | لمياء بيوض       | طبيبة                           |

## مقالات ذت صلة
- اتفاقية مناهضة التعذيب

## روابط خارجية
- الموقع الرسمي للهيئة.
- قانون أساسي عدد 43 لسنة 2013 مؤرخ في 21 أكتوبر 2013 يتعلق بالهيئة الوطنية للوقاية من التعذيب، بوابة-التشريع.تونس، 25 أكتوبر 2013.
- بي دي إف : نص القانون على بوابة-التشريع.تونس.